# 인터넷 방송인
인터넷 방송인, 온라인 스트리머(online streamer), 라이브 스트리머(live streamer), 인터넷 스트리머(internet streamer)는 인터넷상에서 방송을 하는 사람을 뜻한다. 전 세계 각국의 유튜버들,
인터넷 방송인들은 다양한 분야에서 활동하고 있다.
NPR 보고서(2017)를 기준으로, 비디오 게임, 요리/음식/먹방, 유머, 생활, 제품리뷰, 뷰티, 스포츠, 학습, 유아 등이 주요 분야로 꼽힌다. 이 중 남성의 경우, 78.5%가 비디오 게임 방송을 주로 시청하며, 여성의 경우에는 66.7%가 요리/음식/먹방을 시청하고 있다.

## 용어
인터넷 방송인을 지칭하는 용어는 플랫폼 별로 다음과 같은 차이가 존재한다.
- 아프리카TV: 'BJ'
- 트위치, 치지직: '스트리머'
- 유튜브: '유튜브 크리에이터' 또는 '유튜버'
- 카카오TV: 'PD'
- 네이버TV: '크리에이터'

## 역사
인터넷 방송인을 곧 인터넷 방송인이라고 정의했을 때, 인터넷 방송인의 역사는 인터넷 방송의 역사와 함께 한다고 볼 수 있다. 인터넷 가입자 수가 크게 증가되고, 2000년에 사이버 자키를 등장했지만, 2005년 UCC 열풍과 함께 인기를 얻기 시작했고, 2012년에 본격적으로 전문 직업으로 가지는 사람들이 늘어나게 되었다.
1인방송의 인기가 날로 높아지고 가상화폐 후원금 시스템이 체계화 되면서, 인터넷 방송인은 취미라는 사회적 인식에서 직업이라는 사회적 인식으로 바뀌어가고 있다. 전문적인 인터넷 방송인들은 단순히 게임을 플레이하는 것만이 아니라, 게임의 플레이의 자신의 해설이나 유머등을 더하여 인기를 끄는 것과 동시에 각 플랫폼의 수익구조를 활용해 독자적인 수익을 창출하고 있다. 한가지 예로 아프리카TV에서 유튜브로 넘어온 대도서관의 경우, 월수익 5000만원 이상을 유지하고 있다. 또한 2017년 5월 한국직업능력개발원에서 진행한 초등학생 장래직업 선호도 조사에서 인터넷 방송인은 17위를 차지했다. 이는 인터넷 방송인이 더 이상 취미의 영역이 아닌, 직업의 영역으로 확장될 수 있는 가능성을 보여주고 있다. 그러나 스트리밍의 시장은 이미 레드오션이며, 특히 게임분야에서는 단순한 게임실력뿐만이 아닌, 입담과 재미를 둘다 갖춰야만 성공할 수 있다는 인식도 존재한다.

## 비판

### 건강
인터넷 방송인을 직업으로 가지고 있는 사람들의 목표는 최대한 많은 구독자와 팔로워를 확보하는 것이다. 이를 위해서는 밤늦게 오랜시간 컴퓨터 앞에 앉아야 있어야한다. 이러한 직업특성 상, 인터넷 방송인은 건강상 악영향을 받을 수 있다. 전쟁 게임인 ‘월드 오브 탱크’(World Of Tanks)를 온라인 게임 생중계 방송인 트위치를 통해 스트리밍중이던 비그널트는 잠시 담배를 가지러 갔다가 그만 영영 돌아오지 못하고 말았다. 57만9,000명의 팔로워를 거느린 트위치 인터넷 방송인 벤 보우맨(30)은 자신이 올린 기고문에서 콜레스테롤, 심장 질환, ‘디스크’(탈출추간판) 질환이 발생하여 자칫 불구의 몸이 될 뻔했다고 고백한 바가 있다. 트위치 인터넷 방송인인 가르시아 역시 하루 17시간씩 스트리밍을 진행하다, 장시간 스트리밍의 부작용으로 몸무게가 약 280파운드에서 무려 420파운드까지 불어났다. 대한민국에서는 아직 이정도로 이슈화될 만한 인터넷 방송인은 나타나지 않았지만, 장시간 스트리밍에 대한 부작용을 인지하고 있는 인터넷 방송인들이 늘어나고 있다.
신체적 건강 외에도 정신적 건강에 악영향을 나타내는 경우도 있다. 한국의 트위치 인터넷 방송인 얍얍은 시청자들의 폭언으로 인한 스트레스로 인터넷 방송 은퇴를 선언했다.

### 사행성 후원 조장
전업 인터넷 방송인이 증가하면서 1인 인터넷 방송인들의 근로소득은 적거나 없는데 불과하여 후원에 의존하는 추세이다. 인터넷 방송인/플랫폼의 후원 조장으로 시청자들 일부가 돈을 빌려 후원하자 최근에는 이를 지적하는 분위기가 많다.

### 폭력 및 도박
1인 인터넷 방송이 인기를 얻기 시작하면서, 이에 따른 폭력, 선정성, 도박과 관련된 문제점이라는 지적이 나오고 있다. 최근 3년간 1인 방송 관련 신고 건수는 총 2322건으로 나타났다. 특히 2015년 306건에 불과했던 신고건수가 2016년 1136건을 기록해 급격히 증가하고 있는 추세다. 아프리카TV에서 최근 유튜브로 전향한 철구형은 방송심위위원회에서 제제를 받아 사이트이용이 정지되었음에도 불구하고 아무 문제없이 방송을 이어가고 있는 점이 지적되고 있다. 하지만 유해 콘텐츠가 발생하는 본질적인 이유는 따로있다. 인터넷 방송인의 방송 앱의 수익 구조인 가상화폐를 지불하면 BJ에 일정 비율의 현금이 환급되는데, 이를 위해 BJ는 더 자극적인 모습을 보이며 화폐 지불을 유도한다. 다량의 화폐를 낸 시청자는 ‘사장님’이라 부르며 더욱 자극적이고 음란한 별도의 방송을 따로 진행하기도 한다.

### 선정성
앞서 말한 가상화폐를 얻기위해서, 인터넷 방송인 중 몇몇은 선정적이고 음란한 방송을 내보내기도 한다. 김성철 교수는 “인터넷 방송은 기존 기성매체가 다루지 못하는 재밌거나 파격적인 콘텐츠를 다룰 수 있다”고 긍정적인 측면을 말하는 것과 동시에 “하지만 BJ들이 많은 사람들의 관심을 끌기 위해 음란물 등 자극적인 콘텐츠를 선보인다”면서 “반사회적인 콘텐츠를 볼 수 있어 청소년들에게 나쁜 영향을 미칠 위험성이 있다”고 설명했다. 더 큰 문제는 이러한 선정적인 방송을 하는 BJ들이 '주의' 수준의 경고조치만 받고, 계속해서 방송을 하는데에 있다. 2017년 10월 13일에 열린 국정감사에서 고용진 더불어민주당 의원은 “BJ 입장에서도 (별풍선을) 많이 받아야 경제적이고 돈을 버는 것이다. 또 BJ들이 많이 받아야 아프리카TV수익도 늘어나는 것 아니냐”면서 “(때문에) BJ 들이 선정적, 폭력적인 모든 것을 다하는 것. 방심위로부터 제재 받아도 자율규제가 될 리가 없다”고 지적했다.

### 사생활 침해
2017년 8월 남성 인터넷 BJ(방송 진행자)가 '왁싱샵 체험' 영상을 인터넷을 통해 송출했다가 해당 왁싱샵 주인이 살해당하는 사건이 발생했다. 용의자인 30대 배모씨는 범행 전 BJ의 왁싱 체험 방송을 시청하고, 범행을 계획한 것으로 전해졌다.

## 영향

### 게임분야
인기 있는 인터넷 방송인들은 최근 게임 마케팅의 한 축으로 떠오르고 있다. 크래프톤(구 블루홀)의 배틀그라운드는, 대규모 광고도, 대대적인 e스포츠 리그도, PC방 마케팅도 아닌 인터넷 방송인들의 입소문을 통해 성공하였다. 인터넷 방송인들은 직접 게임을 함께 하면서 시청자들과 소통하기 때문에 게임과 아무런 관련이 없는 연예인들이 나오는 광고보다 더욱 친근감을 느끼게 된다. 인터넷 방송인들은 솔직하고 전문적인 게임 리뷰를 시청자들에게 제시하기 때문에, 이용자들이 해당 게임을 구매하기 전 게임의 퀄리티를 비교적 정확하게 파악해볼 수 있다.트위치TV의 경우, '트위치 크레이츠'기능을 제공하는데, 이 기능을 사용하면 게임을 시청하면서 해당 게임을 구입할 수 있다. 또한 인기 인터넷 방송인들로 이루어지는 2017 지스타,
2019 지스타, 2019 SeN 페스티벌(SeN Festival) 등의 대규모 게임 축제는 늘 화제이며 라이엇 게임즈,의 ‘발로란트’게임과 같은 신작 게임 출시시 홍보 캠페인에 섭외된다.

### 산업분야
인터넷 방송인들은 게임뿐만이 아니라, 다양한 산업영역에서 자신들의 영역을 넓혀가고 있다. SK텔레콤이 운영하는 콘텐츠 크리에이터 채널 ‘T프로듀서’에서는 IT와 관련된 콘텐츠를 볼 수 있다. 해당 플랫폼에서 활동하는 인터넷 방송인 ‘욱스터’는 LG전자 ‘G6’와 삼성전자 ‘갤럭시S7 엣지’를 냉동실에 넣고 얼려 스마트폰의 사양을 테스트하는 영상을 올려 조회수 15만 회를 기록했다. 항공업계도 인터넷 방송인을 활용한 마케팅 활동을 펼치고 있다. 에미레이트항공은 유튜브(Youtube) 스타인 케이시 네이스탯에게 퍼스트클래스 항공권을 무료로 제공했다. 유튜브(Youtube) 채널 구독자수가 60만 명이 넘는 크리에이터 ‘연두콩’은 LG생활건강 편집숍 브랜드 네이처 컬렉션과 손잡고 공식 페이스북에서 라이브 방송을 시작하기도 했으며, 인스타그램 ‘희주’는 네이처리퍼블릭의 가을·겨울 시즌 메이크업 화보 모델로 등장하기도 했다.

### 비인기 콘텐츠 지원
아프리카TV는 인디 뮤지션 창작 지원 프로젝트인 '투게더 프로젝트'를 지난 10월부터 시작하였다. 아프리카TV는 인기 인터넷 방송인(BJ)와 인디 뮤지션간의 합동 방송을 통해 뮤지션이 기대하기 어려운 다양하고 전문적인 지원을 제공한다. 안승환 아프리카TV 엔터테인먼트사업팀장은 “투게더 프로젝트는 2015년부터 인디 뮤지션, BJ, 시청자가 함께 호흡한 프로젝트로 취지를 살려 뮤지션 개인방송 창작을 지원하게 됐다”면서 “제2의 '신현희와김루트' 같은 뮤지션이 아프리카TV의 지원을 통해 나오길 기대한다”라고 말했다.

## 같이 보기
- 라이브 스트리밍
- 치지직